# Владимир Крен
Владимир Крен (Вашка код Слатине, 8. децембар 1903. — Загреб, 1948) био је хрватски војник и политичар и члан усташког покрета.

## Биографија
Владимир Крен рођен је 8. децембра 1903. године у мјесту Вашка код Слатине. Војну академију је завршио у Београду. Преко братића Јуре Видака одржавао је контакт са Славком Кватерником и приступио усташком покрету у фебруару 1941. године. У Југословенском краљевском ратном ваздухопловству имао је чин капетана, све док није пребјегао Нијемцима 1. априла 1941. (по неким изворима 5. априла). Са собом је однио и планове југословенских аеродрома које је предао Нијемцима. У новонасталој Независној Држави Хрватској постао је пуковник Хрватског домобранства. Заповједник Зракопловства НДХ постао је 19. априла 1941. и убрзо је унапријеђен у чин генерала. Пензионисан је на властити захтјев 13. септембра 1943. године, али га је Анте Павелић истовремено поставио за пуковника Поглавниковог тјелесног здруга. Позван је назад на дужност у јуну 1944. године. Знао је за завјеру Лорковић—Вокић и упознао је Анту Вокића са појединим официрима Зракопловства. Служио је у Зракопловству НДХ до слома НДХ у мају 1945. године. Након слома, пребјегао је у Аустрију, а затим у Италију. Године 1947. Британци су га ухапсили у Ђенови и изручили властима у Југославији. Окружни суд у Загребу га је 22. октобра 1948. године осудио на смрт.
У априлу 2010. Кренова унука Јасна Миержвински је Загребачком жупанијском суду поднијела захтјев за ревизију пресуде, сматрајући да су Крену кршена међународно призната начела правне државе и демократског друштва. Суд је 2011. године захтјев за ревизију прогласио неоснованим и одбацио је.